# Den Helder Zuid
Den Helder Zuid – stacja kolejowa w Den Helder, w prowincji Holandia Północna, w Holandii. Stacja została otwarta w 31 maja 1980.
| Den Helder Zuid           |  |                               |
| Linia                     |  |                               |
| Den Helderodległość: 3 km |  | Anna Paulowna odległość: 9 km |